# Acerodon celebensis
Acerodon celebensis är en fladdermusart som först beskrevs av Peters 1867.  Acerodon celebensis ingår i släktet Acerodon och familjen flyghundar. Inga underarter finns listade. En population som tidigare listades som underart till Pteropus chrysoproctus infogas sedan 1980-talet i denna art.

## Utseende
Vuxna exemplar är 190 till 225 mm långa (huvud och bål), har en vikt av ungefär 375 g, saknar svans och har 130 till 145 mm långa underarmar. Hos denna flyghund är hannar större än honor. De kännetecknas dessutom av tofsar vid halsen som täcker en doftkörtel. Tofsarna och andra hår kring halsen är orangebruna. På baksidan förekommer mörk chokladbrun päls och andra kroppsdelar är täckt av blek gulbrun päls. Typisk är en brun fläck på strupen. Huvudet kännetecknas av stora ögon, svarta näsborrar och långa bruna öron. Acerodon celebensis har en kort svansflyghud och korta hälsporrar. Artens flygel har en svart färg. Denna flyghund har i överkäken per sida två framtänder, en hörntand, tre premolarer och två molarer. I underkäken finns ytterligare en molar per sida.

## Utbredning
Flyghunden förekommer endemiskt på Sulawesi och några mindre öar i Indonesien. Arten vistas främst i låglandet men kan förekomma på upp till 1500 meters höjd över havet. Habitatet utgörs av fuktiga skogar, mangrove och angränsande kulturlandskap.

## Ekologi
Individerna bilar små grupper eller större kolonier som vilar i växtligheten. Ofta ingår andra flyghundar i gruppen. Acerodon celebensis börjar födosöket kort före skymningen och når sovplatsen vid gryningen. Enligt ett fåtal iakttagelser föds ungarna i februari och mars. Mellan augusti och oktober hittades honor tillsammans med sina ungar.
Födan utgörs av olika frukter, nektar och kokosnötter. Typiska frukter som äts kommer från fikonträd, släktet Palaquium, släktet Durio, släktet Garcinia, Duabanga moluccana, rambutan, Lansium domesticum och Neonauclea excelsa. Under olika årstider utför individerna vandringar till regioner med mogna frukter.

## Hot
Många exemplar dödas och köttet säljs som bushmeat. Dessutom fälls träd för att komma åt flyghundarna. Ett annat hot är skogens omvandling till jordbruksmark. Under tre generationer före 2016 minskade hela populationen uppskattningsvis med 30 procent. IUCN kategoriserar arten globalt som sårbar.

## Underarter
Två underarter finns listade, båda ifrågasatta:
- Acerodon celebensis arquatus?
- Acerodon celebensis celebensis?